# Harald Leupold-Löwenthal
Harald Leupold-Löwenthal (Wenen, 6 augustus 1926 - aldaar, 13 maart 2007) was een Oostenrijks psychiater en neuroloog.
Na in 1944 kort in het leger gezeten te hebben vervolgde hij zijn studie medicijnen aan de Universiteit van Wenen. In 1951 nam hij een baan in de psychiatrische universiteitskliniek.
Van 1953-1954 studeerde hij in Londen. Van 1961 tot 1963 was hij verbonden aan het psychiatrisch ziekenhuis in de stad Wenen. Tegelijkertijd studeerde hij af in de psychoanalyse. In 1964 opende hij zijn eigen praktijk. In 1963 werd Leupold-Löwenthal lid van de Weense Psychoanalytise vereniging, van 1967 tot 1973 was hij de secretaris en 1974-1981 de voorzitter. In 1968 richtte hij met onder andere Friedrich Hacker het Sigmund-Freud-gezelschap in Wenen op. In 1971 was hij bij de inrichting van het Sigmund-Freud-Museum, dat is gevestigd in het oude huis van Sigmund Freud in Wenen. Van 1976-1999 was hij president van het Sigmund-Freud-gezelschap. In 1982 bekleedde Leupold-Löwenthal een leerstoel van psychotherapie en psychoanalyse aan de Universiteit van Wenen.
Zijn laatste optredens in het openbaar vond plaats na de dood van zijn beste vriend Gerhard Bronner tijdens een gedenktelevisie-uitzending. In maart 2007 kreeg Harald Leupold-Löwenthal op tachtigjarige leeftijd een fatale hartstilstand.

## Boeken
- Samen met Inge Scholz-Strasser (Hrsg.), Ein unmöglicher Beruf. Über die schöne Kunst, ein Analytiker zu sein. Böhlau, Wien, 1997 ISBN 3-205-98412-9
- Harald Leupold-Löwenthal, Handbuch der Psychoanalyse. Orac, Wien, 1986 ISBN 3-7015-0047-9